# Estoi
Estoi era una freguesia portuguesa del municipio de Faro, distrito de Faro.

## Historia
La freguesia se llamó Estói hasta el 28 de enero de 2005.
Fue suprimida el 28 de enero de 2013, en aplicación de una resolución de la Asamblea de la República portuguesa promulgada el 16 de enero de 2013 al unirse con la freguesia de Conceição, formando la nueva freguesia de Conceição e Estoi.

## Patrimonio
- Las ruinas romanas de Milreu o ruinas de Estoi, son un vestigio importante de la era romana, localizados cerca de la carretera que va a S. Brás de Alportel.

Fueron descubierto en 1877 por el arqueólogo Estacio da Veiga.
Milreu es el testimonio de un importante áulica villa romana, habitada desde el siglo I de la era cristiana, con la continua ocupación de trazas de siglo V.
A finales del siglo III, la casa se reorganizó en torno a un gran peristilo central con columnas, que rodea un patio con jardín y depósito de aguas abiertas.
En el siglo IV, la entrada de la villa era monumentalizada y el peristilo y los baños se embellece con mosaicos que representan la vida marina, mientras que al sur de la carretera se puso de pie un imponente edificio de culto a una divinidad del agua, que en el próximo siglo se transformaría en un templo paleocristiano.
Por parte de las ruinas todavía merece mencionar una singular vivienda del siglo siglo XVI con contrafuertes cilíndricos en las esquinas exteriores.
Fue clasificado como Monumento Nacional en 1910.
- El Palacio de Estoi es un pastiche rococó, único en la región.

El palacio fue la idea de un noble local que murió poco después del inicio de la construcción a mediados de 1840. Otra personalidad localidad, José Francisco da Silva, adquirió el palacio y lo terminó en 1909. Fue nombrado Vizconde de Estoi gracias al dinero y los esfuerzos gastados en su construcción. El trabajo fue dirigido por el arquitecto Domingos da Silva Meira, cuyo interés en la escultura es evidente. El interior del palacio, en colores pastel y estuco, está siendo restaurado y será una posada.
El palacio también tiene un jardín con árboles y palmeras de color naranja, que se ajustan a su estilo rococó alegre. La terraza inferior ofrece un pabellón y azul y blanco azulejos Casa da Cascata, dentro de la cual es una copia de las Tres Gracias de Canova. La terraza superior, el porche de la casa de la Natividad, tiene un gran pabellón con vidrios de colores, fuentes adornadas con ninfas y nichos de baldosas.
El palacio fue clasificado como un edificio de patrimonio cultural en 1977.
En 2006, los "perezosos", dos esculturas femeninas a tamaño natural importados de Italia,, con 200 kilos cada uno, fueron robados del palacio Algarve. Las esculturas estaban en los jardines del palacio. El Palacio Estói fue completamente renovado por el arquitecto Gonçalo Byrne y se convirtió en uno de los "Hoteles con Encanto" del Algarve. Es parte de las Pousadas de Portugal. Posteriormente se construyeron réplicas de las dos estatuas desaparecidas.